# Maccaffertium ithaca
Maccaffertium ithaca is een haft uit de familie Heptageniidae. De wetenschappelijke naam van de soort is voor het eerst geldig gepubliceerd in 1924 door Clemens & Leonard.
De soort komt voor in het Nearctisch gebied.